# 山口洋
山口 洋（やまぐち ひろみ、1961年 - ）は、日本の実業家。京都府出身。大和証券で法人営業やM&A業務に従事した後、有限会社ジェイ・プランニング（後の株式会社JPホールディングス）を起業。創業期はオフィスコーヒーサービスや、パチンコ店などのアミューズメント施設へのワゴンサービス事業などを展開。のちに保育ニーズに気づき、1999年に保育事業に参入した。翌2001年、埼玉県新座市に保育所を開設。2002年には東京都の認証保育所の第一号施設を開園し、ジャスダック市場に上場を果たした。
2008年以降、厚生労働省の保育事業者検討会委員に就任してから、内閣府、東京都、経済産業省の有識者委員を歴任。
2015年2月、「体調不良による入院」を理由にJPホールディングスの代表取締役社長を辞任。しかし、筆頭株主の立場から2017年9月、同社に対し、臨時株主総会の開催を請求し、事実上、取締役全員の即時解任につながる取締役の任期短縮などを要求した。山口の請求に対し、会社側は11月22日に本社のある名古屋市で臨時株主総会の開催を決定。臨時株主総会は11月22日に名古屋市内で開かれ、山口の提案は否決された。

## 経歴
- 1984年 明治学院大学法学部を卒業。大和証券に入社。法人営業や企業上場、M&Aなどを担当。
- 1992年 同社退社。
- 1993年 有限会社ジェイ・プランニング（のちに株式会社化）を設立し代表取締役社長に就任。
- 1999年 保育事業に参入。
- 2002年 ジェイ・プランニングを東京証券取引所のジャスダック市場に上場。
- 2004年 持ち株会社に移行し、社名をJPホールディングスに変更。
- 2006年 聖徳大学大学院博士課程修了（児童学）。
- 2008年9月、厚生労働省「次世代育成支援のための新たな制度体系の設計に関する保育事業者検討会」の委員選出
- 2009年4月、内閣府「ゼロから考える少子化対策プロジェクトチーム」のテーマ「保育・幼児教育」の有識者として選出。東京都「東京都認証保育所見直し検討会」、志木市「児童福祉審議会」、世田谷区「保育の質向上委員会」の委員に選出
- 同年9月、厚生労働省「社会保障審議会少子化対策特別部会保育第二専門委員会」の委員選出
- 同年11月、経済産業省「第5回成長戦略検討会議」に有識者として選出
- 2010年4月、内閣府「子ども・子育て新システム検討会議」の有識者として選出
- 2012年2月、一般社団法人東京ニュービジネス協議会理事に就任
- 2013年4月、内閣府「規制改革会議」保育チーム委員として参加
- 2015年2月、JPホールディングス代表取締役を辞任

## 同郷の著名人
京都市立修学院小学校時代は、中村伊知哉（郵政省OB、慶應義塾大学教授）、溝畑宏（観光庁第２代長官、大分トリニータ元社長）が同級生。山口は、評判の悪かった近所の歯科医の自宅に爆竹や花火などを投げ込む悪戯をしたときの仲間だったと述懐している。中村は後にJPホールディングスの社外取締役に就任した。衆議院議員の前原誠司は小学校の2年後輩にあたる。

## 書籍
- 『子育て支援ビジネス事業化計画資料集』（綜合ユニコム） 2007年 ISBN 978-4881504543
- 『元証券マン日本の保育を変える！』（かんき出版）2012年 ISBN 978-4761268206